# قلويات عناقية

التركيبة الكيميائية للقلوي العناقي فينكريستين

القلويّات العناقيّة عبارة عن مجموعة من العقارات القلوية المضادة للانقسام الخيطي والمضادة للخلايا المجهرية المستمدة أصلاً من النبتة العناقية البركاء Catharanthus roseus ( الاسم القديم لفينكا روزيا ) وعناقيات أخرى . تمنع هذه العقارات بلمرة بيتا توبولين في الخلية المنقسمة.

## المصدر
عناقية مدغشقر Catharanthus roseus L. هي مصدر لعدد من المنتجات الطبيعية الهامة،  بما في ذلك الكاثرانثين و الفيندولين  والقلويات العناقية الناتجة منها: كاليوروسين والعقارات المستخدم في العلاج الكيميائي فينبلاستين  و فينكريستين ،  وكلها يمكن الحصول عليها من هذا النبات.     يستخدم عقار العلاج الكيميائي الجديد شبه الصناعي فينوريلبين في علاج سرطان الرئة غير صغير الخلايا   ولم يشاهد هذا العقار بشكل طبيعي. ومع ذلك، يمكن تحضيره إما من فيندينولين وكاثارثين   أو من يوروسين،  في كلتا الحالتين عن طريق توليف أنهيدروفين بلاستين، والذي «يمكن اعتباره الوسيط الرئيسي لتوليف فينوريلبين.» 

## الاستخدامات
تستخدم القلويات العناقية في العلاج الكيميائي للسرطان. وتعد فئة من مسممات الخلايا المنقسمة تحديدًا والتي تعمل عن طريق تثبيط قدرة الخلايا السرطانية على الانقسام: من خلال عملها على التوبولين، تقوم هذه القلويات بمنع تكوين الأنيبيبات الدقيقة، وهي عناصر ضرورية للانقسام الخلوي .  وبالتالي فإن القلويات العنافية تمنع بلمرة الأنيبيبات المجهرية، على عكس آلية عمل التاكسان.
تُنتج الآن القلويات العناقية صناعياً وتستخدم كعقاقير في علاج السرطان وعقاقير مثبطة للمناعة. وتشمل هذه المركبات فينبلاستين، فينكريستين، فينديزين، وفينوريلبين. تتضمن القلويات العناقية عقاقير إضافية تمت دراستها كالفينكامينول والفينريدين والفينبورين.
الفينبوستين هو مشتق شبه صناعي للفينكامين (يوصف أحيانا بأنه «اثيل استر مصنع من ابوفينسامين»). 
هناك أيضًا قلويات عناقية ثانوية كالمينوفينسين، ميثوكسي مينوفينسين، مينوفينسينين، فينكادففورمين، ديسوكسيفينامينول، وفينكاماجين.   

## روابط خارجية
- قلويات عناقية للعلاج الكيميائي